# Symeon I Jerozolimski
Symeon I Jerozolimski (ur. ?, zm. ?) – w latach 1090–1109 11. ormiański Patriarcha Jerozolimy.